# Карагайли (Бородуліхинський район)
Карагайли́ (каз. Қарағайлы) — село у складі Бородуліхинського району Абайської області Казахстану. Входить до складу Новопокровського сільського округу.
Населення — 38 осіб (2021; 94 у 2009, 36 у 1999, 36 у 1989).
Національний склад станом на 1989 рік:
- казахи — 100 %

Станом на 1989 рік село називалось Атей, до 2011 року — Арбузне, у радянські часи називалось також Арбузовська База.